# Chiesa di Sant'Elena (Villafranca d'Asti)
La chiesa di Sant'Elena, fabbricata a Villafranca d'Asti tra il 1645 e il 1652 da Francesco Garove e arricchita dallo stuccatore luganese Luca Corbellini tra il 1662 ed il 1664, è una delle più interessanti opere attribuite all'architetto ducale Amedeo di Castellamonte. È stata, ed è tuttora, oggetto di notevoli opere di restauro a partire dal 2003 che hanno riportato l'edificio agli antichi splendori. Sono stati restaurati, dopo le quattro cappelle (2003-2005), le Virtù (2004-2005), il coro ligneo  (2007-2011), l'altare maggiore, la pavimentazione in quarzite di Barge, gli stucchi e dipinti del coro, del presbiterio, delle pareti laterali (2016-2018), i coretti del pulpito e degli Oblati (2017-2018), la controfacciata (2018), la cantoria e il portone (2014-2015)..

## Storia
Il committente della chiesa fu il villafranchese Giacomo Goria, vescovo di Vercelli, strettamente legato alla corte del duca di Savoia. La chiesa è stata fino a tempi recenti proprietà dell'Opera Pia Sant'Elena, benemerita istituzione fondata da tale presule. Ora è di proprietà della parrocchia del paese (intitolata a santa Maria Assunta) ed è a tutti gli effetti la chiesa parrocchiale (nel secolo XIX venne abbattuta la pieve romanica di Santa Maria di Musanzia, precedente chiesa parrocchiale). Giacomo Goria nacque a Villafranca nel 1571 da una famiglia del patriziato locale e morì a Vercelli nel 1648. Dopo i primi studi entrò nel seminario di Asti. Divenuto sacerdote, fu rettore del seminario di Asti e poi precettore a Torino dei figli del duca Carlo Emanuele I di Savoia. In seguito fu uditore (segretario) generale del cardinale Maurizio di Savoia. Nel 1611 fu eletto vescovo di Vercelli, ma dovette affrontare alcuni conflitti giurisdizionali con i Savoia e a causa di ciò rimase fuori sede per otto anni. Nel 1620 incoronò la Madonna di Oropa, nel frattempo fece edificare la chiesa e le case per i pellegrini (1614-1637). Il 14 dicembre 1640 rientrò a Vercelli e decise di fare alcune donazioni. La prima, nel 1641, fu a favore del seminario di Torino, e prevedeva sei borse di studio (poi portate a dodici) per i giovani seminaristi. Nel 1645 dispose la grande donazione che istituì l'Opera Pia di Sant'Elena a Villafranca d'Asti, tuttora esistente. Essa comportava l'istituzione di dodici Canonici Oblati per il servizio pastorale in Villafranca e nella diocesi di Asti e per l'istituzione primaria e secondaria dei ragazzi del paese; la fondazione di un convento di Orsoline per l'educazione delle ragazze di Villafranca, Villanova e paesi vicini; il medico e le medicine gratuite per i poveri di Villafranca; la dote alle ragazze povere e la presenza di predicatori cappuccini durante l'avvento e la quaresima. Nel 1647 fece un'ultima donazione al seminario di Vercelli e al santuario di Oropa. Nella donazione del 1645 dispose anche che fosse edificata a Villafranca sul luogo dove sorgeva l'antico oratorio di Sant'Elena, cuore della comunità a fianco della sua casa natale, una grande chiesa officiata dai Canonici Oblati. Il campanile di Sant'Elena aveva funzioni di torre civica e di campanile.

### La costruzione della chiesa
Nel 1629 la comunità di Villafranca aveva chiesto un prestito al suo concittadino, vescovo di Vercelli, per riedificare la chiesa di Sant'Elena. Giacomo Goria lo concesse ma, nel 1645, trasformò il prestito in una donazione. I lavori di costruzione della chiesa di Sant'Elena iniziarono nel 1645 su disegni del conte Amedeo di Castellamonte (1610-1683), architetto ducale. Presso l'archivio dell'Opera si conserva un pagamento del 1647 a Giovanni Battista Comerro per ritirare i disegni presso il conte Amedeo di Castellamonte. L'archivio dell'Opera di Sant'Elena conserva numerosi documenti che provano che sia la chiesa, sia la facciata, sono opera di Amedeo di Castellamote. Uno di essi testimonia un simpatico dono in natura al famoso architetto: gli furono inviati sei tacchini. Il cantiere fu diretto da Francesco Garove (1615-1683), padre del celebre architetto Michelangelo, e affidato a maestranze luganesi. La morte improvvisa del vescovo Goria nel 1648 fece interrompere per un anno il cantiere, che proseguì sotto la vigile direzione dei nipoti, specialmente dell'abate Petrino Aghemio, e dei Regolatori dell'Opera. I lavori terminarono nel mese di dicembre del 1652 con la copertura e la collocazione del grande quadro di Felice Santelli (1601-1656), dipinto a Roma nel 1651. Fra il 1662 ed il 1664 lo stuccatore luganese Luca Corbellini, già attivo al castello del Valentino di Torino, al castello di Moncalieri, alla Madonna del Pilone a Torino e nella cappella Corpus Domini del duomo di Chieri, eseguì gli stucchi delle Virtù sugli archi delle cappelle, il grande stemma vescovile sull'arco della cappella maggiore e gli altri stucchi minori. Nel 1665 il capomastro luganese Carlo Luigi Vanelli costruì i cinque sepolcri ordinati dal vescovo Goria. Il 12 aprile 1671, in occasione del centenario della nascita di mons. Goria, la chiesa venne consacrata e la sua salma venne collocata nel sepolcro predisposto ai piedi dell'altare come da lui ordinato nella donazione del 1645. Il 1º ottobre 1883 fu stipulata la convenzione tra il vescovo di Asti Giuseppe Ronco e l'Opera Pia Sant'Elena per l'uso perpetuo della chiesa di Sant'Elena come parrocchiale. Furono qui trasferiti il battistero e la statua della Madonna di Musanzia, antica pieve romanica che sorgeva nei pressi dell'odierna piazza Santanera.

## Descrizione

### Facciata
Nel 1679 lo stuccatore luganese Giacomo Solari, secondo i disegni del Castellamonte, realizzò gli intonaci e gli stucchi della facciata, che è dominata da due coppie di colonne giganti di ordine composito, già terminate nel 1652. La parte superiore è caratterizzata dalla finestra centrale e dalle volute a ricciolo che raccordano le altezze diverse tra l'aula principale e le cappelle laterali. La trabeazione ed il grande timpanotriangolare che si spezza al centro appaiono quali elementi di raccordo tra i due piani del prospetto. Al di sopra del portale è collocata una lapide del 1679, sormontata dallo stemma del vescovo Goria, che attesta il finanziamento per la realizzazione della facciata da parte dell'abate Petrino Aghemio (1596-1679) e degli altri nipoti Goria, Aghemio e Monte. Nel 1865 è stata posta sul timpano della facciata la croce in ferro eseguita dai fratelli Marchioni di Asti. 

### Navata
La chiesa è a navata unica con lesene sormontate da capitelli corinzi, che sorreggono una grande cornice. Gli affreschi della volta sono stati realizzati nel 1911 da Luigi Morgari (1857-1935) in occasione dei lavori per il terzo centenario della consacrazione del vescovo Goria. La bussola d'ingresso e la cantoria sono stati realizzati nel 1865 da Giovanni Dezzani, "stipettaio" (mobiliere) di Villafranca. Nel 1890 viene installato l'organo a canne, opera della ditta Giovanni Mentasti di Varese. Il battistero in marmo, con bel coperchio in legno di noce, collocato nella cappella di San Francesco, è opera realizzata tra il 1742 e il 1764, come attestato dalle visite pastorali, proviene dalla chiesa parrocchiale di Santa Maria di Musanzia.

### Altare maggiore e coro
L'altare maggiore è stato realizzato nel 1687. La struttura dell'altare riprende il modello sviluppato da Carlo e Amedeo di Castellamonte per gli altari torinesi di Santa Maria al monte dei Cappuccini, del Corpus Domini, di San Francesco da Paola. La composizione è più semplice degli altari torinesi: un frontone spezzato, retto da due colonne corinzie, con al centro lo stemma del fondatore.  Sulle porte laterali, coronate da timpani spezzati, vi sono i busti marmorei di sant'Elena, titolare della chiesa, e di sant'Eusebio, primo vescovo di Vercelli. Il nuovo altare con ambone, rivolto al popolo, è stato posizionato e consacrato dal vescovo di Asti Marco Prastaro, nel 2018.

### Le cappelle
La cappella di San Carlo risulta terminata nella visita pastorale del 1668. La tela che rappresenta san Carlo Borromeo che venera la Sindone, potrebbe essere attribuita a Giovanni Andrea Casella (1619-1685). Le statue di san Francesco di Sales e di san Filippo Neri sono state eseguire nel 1672. Tra questa cappella e la successiva, lapide commemorativa del canonico Petrino Malabaila, prevosto di Sant'Elena dal 1679 al 1695; al di sopra la tribuna di casa Goria.
La cappella del Crocifisso, ai cui piedi vi sono la Vergine Addolorata e l'apostolo Giovanni, è stata realizzata nel 1671-72, come la precedente, a spese dell'abate Petrino Aghemio (1596-1679), nipote del vescovo. Le sculture lignee sono di Francesco Borello (1636-1706), autore dell'analogo Crocifisso della cattedrale di Torino.
La cappella di San Francesco è stata realizzata nel 1679, a spese del canonico della Metropolitana di Torino Bartolomeo Aghemio (1642-1690). Tela di Guglielmo Caccia (1568-1625) dello il "Moncalvo", o di Orsola Maddalena Caccia (1596-1676) probabilmente appartenuta al vescovo Goria. 
La cappella dell'Immacolata è stata realizzata nel 1679 a pese dell'avvocato Pietro Francesco Monte di Torino, pronipote del vescovo Goria ed erede universale dell'abate Petrino Aghemio. La tela è attribuita a Giovanni Peruzzini (1629-1694)
Le quattro cappelle sono state restaurate tra il 2004 ed il 2006 e sono stati riportati alla luce i colori originali degli stucchi del '600.
Tra la cappella dell'Immacolata e quella di San Francesco è stato riposizionato nel 2018 il pulpito in legno, opera di Alessandro Riccio del 1671, che era stato collocato in sacrestia sin dagli anni '70 del secolo scorso.

### Opere d'arte
L'opera più pregevole è probabilmente la tela raffigurante la Madonna d'Oropa, realizzata nel 1651 da Felice Santelli (1601-1656). L'attribuzione è stata scoperta in occasione della revisione di restauro effettuata nel 2014 in vista della mostra "Asti nel Seicento", che ha avuto luogo a Palazzo Mazzetti ad Asti dal 12 aprile al 28 settembre 2014. Nel quadro è raffigurata la Madonna d'Oropa con sant'Elena, sant'Eusebio e inginocchiato ai piedi il committente, mons. Giacomo Goria.
Tra le altre opere d'arte presenti all'interno della stessa vi sono i due altari lignei dell'Immacolata e di San Francesco d'Assisi, nonché un calvario, sempre ligneo, con Cristo Crocifisso, Maria Vergine e San Giovanni Evangelista. Sono tutte opere seicentesche, di notevole valore artistico, restaurate tra il 2004 e il 2005. Le statue di Maria Vergine e di San Giovanni Evangelista, opere di Francesco Borello, sono state in prestito alla mostra "Il Teatro del Sacro: scultura lignea del Sei e Settecento nell'Astigiano" che ha avuto luogo ad Asti, Palazzo Mazzetti, tra il 18 aprile 2009 e il 23 maggio 2010. L'altare maggiore è marmoreo e presenta ai lati i busti di Sant'Eusebio di Vercelli e di Sant'Elena.
Spicca tra le opere lignee il coro secentesco, sito nell'abside della chiesa stessa, che nel 2007 è stato interamente smontato in vista del restauro, realizzato soltanto nel 2011. Nel maggio 2010 è stato restaurato il crocifisso dell'altare maggiore, probabilmente ottocentesco.
Questa chiesa fa di fatto parte di un circuito barocco della Torino sabauda come un “unicum” nella Provincia di Asti. Contenendo un altare dove è alloggiata una tela seicentesca che raffigura San Carlo Borromeo che venera la Sacra Sindone, entra poi nel circuito delle chiese sindoniche.
La cappella di San Carlo, dal settembre 2012 ospita un'altra tela sindonica: il Beato Amedeo IX di Savoia che venera il sacro lino. Proviene dalla cappella campestre dedicata al Beato, sita in località "Fransos" e risale all'inizio del secolo XVIII. La tela è stata restaurata nel 2012, in memoria del prof. Renato Bordone, storico villafranchese e fautore dei restauri scomparso nell'anno precedente.
La sacrestia ospita due tele: una raffigura Monsignor Giacomo Goria, l'altra la Deposizione dalla croce; ma soprattutto il pulpito della chiesa, spostato qui negli anni settanta del secolo scorso e trasformato in bancone. Sarà ricollocato nel luogo originario dopo il restauro della navata centrale. La chiesa è dotata di un organo a canne della ditta Mentasti, fabbricato a Varese nella seconda metà del secolo XIX. È stato restaurato tra il 2010 e il 2011.